# Isménia do Frederico
Isménia do Frederico (sinh ngày 15 tháng 6 năm 1971) là một vận động viên chạy nước rút người Cabo Verde.
Do Frederico, một Olympian hai lần, lần đầu tiên thi đấu cho Cape Verde tại Giải vô địch thế giới năm 1993, nơi cô đã chạy 100 mét trong 13,03 giây. Ba năm sau tại Thế vận hội Mùa hè 1996 ở Atlanta, Do Frederico đã làm nên lịch sử cùng với António Zeferino và Henry Andrade bằng cách trở thành vận động viên đầu tiên đại diện cho quốc gia châu Phi nhỏ bé này tại Thế vận hội Olympic. Trong 100 mét nữ, cô đã hoàn thành 52 trong thời gian 13,03 giây. Năm tiếp theo, cô tham gia Đại hội Thể thao Pháp ngữ năm 1997, ghi lại thành tích cá nhân tốt nhất mọi thời đại của mình trong 100 mét với thời gian 12,75 giây. Tại Thế vận hội Mùa hè 2000 ở Sydney, Do Frederico đã vinh dự trở thành người cầm cờ trong lễ khai mạc. Trong cự ly 100 mét, cô đã hoàn thành ở vị trí thứ 78 băng qua đường trong 12,99 giây.